# Сант'Анђело (Анкона)
Сант'Анђело (итал. Sant'Angelo) насеље је у Италији у округу Анкона, региону Марке.
Према процени из 2011. у насељу је живело 945 становника. Насеље се налази на надморској висини од 136 м.